# ダルブーの定理 (微分幾何学)
微分幾何学におけるダルブーの定理 (Darboux's theorem) は、微分形式に特に関係している定理で、部分的にはフロベニウス積分定理の一般化となっている。この定理はいくつかの分野の基本的結果であり、特にシンプレクティック幾何学で重要である。定理は、ジャン・ダルブー(Jean Gaston Darboux)  にちなんでいて、彼はこの定理をパッフ(Pfaff)の問題の解として導出した。
この定理の多くの結果のうちの一つは、任意の 2つの同一次元のシンプレクティック多様体は、互いに局所シンプレクティック同相である。すなわち、全ての {\displaystyle 2n} 次元のシンプレクティック多様体は、局所的には標準のシンプレクティック形式を持つシンプレクティックベクトル空間 {\displaystyle \mathbb {C} ^{n}} とみなすことができる。また、この定理の結果の類似として接触幾何学(contact geometry)へ応用されるものもある。

## 最初の結果と結果の記述
この定理の、詳細な記述は次のようになる。{\displaystyle \theta } を {\displaystyle n} 次元多様体{\displaystyle M}の微分 1-形式とし、{\displaystyle d\theta } が一定のランク {\displaystyle p} を持つと仮定する。{\displaystyle M}上で常に
{\displaystyle \theta \wedge \left(d\theta \right)^{p}=0}
が成り立てば、局所座標系 {\displaystyle x_{1},\ldots ,x_{n-p},y_{1},\ldots ,y_{p}} が存在し、
{\displaystyle \theta =x_{1}\,dy_{1}+\ldots +x_{p}\,dy_{p}}
となる。他方、{\displaystyle M}上で常に
{\displaystyle \theta \wedge \left(d\theta \right)^{p}\neq 0}
が成り立てば、局所座標系 {\displaystyle x_{1},\ldots ,x_{n-p},y_{1},\ldots ,y_{p}} が存在し、
{\displaystyle \theta =x_{1}\,dy_{1}+\ldots +x_{p}\,dy_{p}+dx_{p+1}}
となる。
特に、{\displaystyle \omega } を {\displaystyle n=2m} 次元多様体 {\displaystyle M} 上のシンプレクティック 2-形式とすると、ポアンカレの補題により、それぞれの {\displaystyle M} の点 {\displaystyle p} の近傍で、{\displaystyle d\theta =\omega } となる 1-形式 {\displaystyle \theta } が存在する。さらに、{\displaystyle \theta } は上で述べたダルブーの定理の前提のうち１つ目を満たし、{\displaystyle p} の近傍に局所座標系(chart) {\displaystyle U} が存在し、その中で、
{\displaystyle \theta =x_{1}\,dy_{1}+\ldots +x_{m}\,dy_{m}}
が成り立つ。外微分をとると、
{\displaystyle \omega =d\theta =dx_{1}\wedge dy_{1}+\ldots +dx_{m}\wedge dy_{m}}
となる。局所座標 {\displaystyle U} を {\displaystyle p} の近傍のダルブー座標(Darboux chart)と呼ぶ。 多様体 {\displaystyle M} はそのような局所座標により被覆される。
別の言い方をするために、{\displaystyle \mathbb {R} ^{2m}} と {\displaystyle \mathbb {C} ^{m}} を {\displaystyle z_{j}=x_{j}+iy_{j}} により同一視する。{\displaystyle \phi :U\to \mathbb {C} ^{m}} がダルブー座標であれば、{\displaystyle \omega } は {\displaystyle \mathbb {C} ^{m}} 上の標準シンプレクティック形式 {\displaystyle \omega _{0}} の引き戻し(pullback)
{\displaystyle \omega =\phi ^{*}\omega _{0}}
となる.

## リーマン幾何学との比較
この結果は、シンプレクティック幾何学には局所不変量がないことを意味する。ダルブー基底(Darboux basis)は与えられた任意の点の近傍で取ることができる。このことは、リーマン曲率が局所不変であることによって、計量を局所的に {\displaystyle dx_{i}} の二乗の和として書くことへの障害となっているリーマン幾何学の状況とは、極めて対照的である。
この差異は、ダルブーの定理では {\displaystyle p} の近傍の内部全体で {\displaystyle \omega } を標準的な形で書くことができるのに対し、リーマン幾何学では、与えられた任意の点で標準的な形に取ることはできるが、それが点の近傍ではいつも成立するとは限らないことから来ている。